# José Vaz (escritor)
José Vaz (Avintes, Vila Nova de Gaia, Portugal, 11 de Janeiro de 1940), é um escritor português.

## Biografia
Nasceu em Avintes a 11 de janeiro de 1940.
Começou a trabalhar aos 11 anos (1951) e exerceu vários ofícios em oficinas e fábricas.
É Licenciado e Mestre em História Contemporânea pela Faculdade de Letras da Universidade do Porto.
É escritor de literatura para a infância, com dezenas de obras publicadas em diversas editoras, sendo distinguido com:
– A publicação no catálogo da The Withe Ravens-87 – A Selection of International Children's and Youth Literature – Munique- Alemanha;
– A publicação no Concurso de Contos do Jornal de Notícias;
– O 1º Prémio de Literatura Infantil-Cidade de Montijo;
– A seleção de três obras para as Olimpíadas da Leitura;
– A integração de nove obras no Plano Nacional de Leitura;
– A seleção, pela Revista LER, em 2012, da obra A Fábula dos Feijões Cinzentos, entre os melhores 25 livros publicados para a infância nos últimos 25 anos;  
– A escolha de algumas das suas obras para finais de Licenciaturas e de Dissertações de Mestrado;
– O 1.º Prémio nos 26.º e 28.º do Concurso de Quadras à Broa de Avintes;                
– A nomeação, em 18.10.2023, na Feira do Livro de Frankfurt, para o prémio sueco de literatura para a infância Astrid Lindgren Memorial Award (ALMA), 2024.
É autor de onze peças de teatro para a infância, encenou e foi encenado por vários grupos de teatro e por muitas escolas do 1.º ciclo.
Como dramaturgo, foi homenageado pela FPTA – Federação Portuguesa de Teatro Amador – no âmbito do XXI Fórum Permanente de Teatro, realizado em Avintes, em 2018.
É historiador, autor e coautor de várias obras historiográficas e participante em fóruns, conferências e colóquios, no âmbito da História Local.
Foi militante e dirigente local e diocesano da Juventude Operária Católica (JOC), Presidente Diocesano da Liga Operária Católica e Presidente da Associação de Escritores de Gaia.
Foi fundador e presidente da Ilha Mágica- Projeto para a Infância e Juventude e da Audientis/Abientes – Centro de Documentação e Investigação em História Local.
Foi o autor da ideia e da conceção da Festa da Broa, cofundador do Fórum Avintense, fundador consignatário da Confraria da Broa de Avintes, autor da ideia do Concurso de Quadras à Broa de Avintes e autor da ideia e do documento-proposta para a criação do Dia de Avintes

## Obras publicadas
- Para Sonhar com Borboletas Azuis - Edições Afrontamento, 1986;

- O Nó da Corda Amarela – Editora Justiça e Paz, Vila Nova de Gaia, 1989;
- O Manuscrito da Grade d'Ouro (coautor) - Livraria Arnado/Porto Editora, 1991;
- A Máquina de Fazer Palavras, Porto Editora, 1991;
- O Roubo da Roda Quadrada- Porto Editora, 1992;
- O Jacklavais ataca à Sexta-feira - Porto Editora, 1992;
- Quando os olhos da noite mudaram de sítio - Livraria Arnado/Porto Editora, 1992;
- A Viagem à Terra dos Oxalás - Porto Editora, Porto, 1993;
- O Mistério das Sereias de Pedra - Porto Editora, Porto, 1993;
- O Nó da Corda Amarela - Porto Editora, 2.ª Edição, 1993;
- No dia em que as flores mudaram de sítio: sobre o 25 de Abril de 1974 - Edição da Câmara de Gaia, 1994;
- Alzira, a santa suplente - Campo das Letras, 1999;
- A fábula dos feijões cinzentos: 25 de Abril, como quem conta um conto - Campo das Letras, 2000;
- Hoje é Natal! (Conto de Natal) - Edições Gailivro, 2000;
- A Menina que tinha cem pés - Edições Gailivro,  2001;
- As lágrimas do Malmequer - Edições Gailivro, 2001;
- O Sonho do Gafanhoto - Edições Gailivro, 2001;
- A Árvore de Papel - Edições Gailivro, 2002;
- As lágrimas são netas do mar - Edições Gailivro, 2002;
- O chapéu do D. Cogumelo - Edições Gailivro. 2002;
- Uma flor com asas - Edições Gailivro, 2002;
- Mala diabo - Edições Gailivro, 2003;
- O Roubo da Roda Quadrada - Edições Gailivro, 2.ª Edição, 2003;
- O Jacklavais ataca à Sexta-feira - Edições Gailivro, 2.ª Edição, 2004;
- Trabalha Crispim, trabalha! - Edições Gailivro, 2004;
- Hoje é Natal! (Conto de Natal) - Edições Gailivro, 2.ª Edição, 2007;
- A Máquina de Fazer Palavras, Porto Editora, 2007, 2.ª edição;
- A Aldeia Encantada: (Conto de Natal) - Edições Ambar, 2008;
- O Livro das Contas e dos Contos - Trampolim Edições, 2010;
- O homem que falava com as flores – Manuel de Arriaga - Governo Regional dos Açores, 2010;
- Celestino, o rato da biblioteca - Trampolim Edições, 2012;
- A fábula dos feijões cinzentos: 25 de Abril, como quem conta um conto – Trinta-Por-Uma-Linha, 2024, 2.ª Edição

### Teatro para a Infância
As Pulgas e a Preguiça e o Rei Lambão, Edições Base, 1983;
- Ilha Mágica: (Teatro: “A Princesa dos “Pés Pretos”, A Carochinha Vaidosa e o João Glutão”, As aventuras de Lin-pó-pó”, “Onde está o rei que acaba de nascer? - Auto de Natal”, “Tizé, Tizé e o rato na mánica”, “Na Feira dos Malandrecos”  ) - Edições ASA, 1989;
- O Rei Lambão - Edições Gailivro, 2.º Edição, 1999;
- O Mandarim Fi-Xú - Edições Gailivro, 2000;
- Na Feira dos Malandrecos - Edições Gailivro, 2.ª Edição, 2001.

### Antologias de Literatura Infantil
- Viagem ao Sonho – Editora Justiça e Paz, Vila Nova de Gaia, 1989;
- Histórias nunca lidas - Fundação Calouste Gulbenkian, 1991;
- A Casa do Silêncio - Edições Afrontamento, 2000;
- O Rosto do Livro – Câmara Municipal de Gondomar, 2000;
- Contos da Cidade das Pontes - Âmbar, Porto, 2001;
- Histórias da Árvore dos Sonhos –(Coordenação) Parque Biológico/Ilha Mágica, Avintes, 2002;
- A Casa dos Sonhos – Fundação Bissaya Barreto, Coimbra, 2003;
- Criadores de Sonhos - Gailivro, 2004.

### Outras Antologias
- Antologia Poética - Associação de Escritores de Gaia
- Memória de um Rio - Associação de Escritores de Gaia, 1986
- Contos e Ditos - Associação de Escritores de Gaia, 1994

### Historiografia
Os Emprestadores da Alma: Monografia do Teatro de Avintes: História Local - Edição da Câmara de Gaia, 1997;
Avintes: a pequena Suíça do pé da porta: 1887: História Local - Edições Gailivro, Gaia, 2002
- De Abientes a Avintes: História Local (Coautor) - Edições Audientis, Avintes, 2009;
- TEATRO EM AVINTES – Grupo Mérito Dramático Avintense e o Grupo Dramático dos Plebeus Avintenses (1910-1974) - (Tese de Mestrado) Faculdade de Letras da Universidade do Porto;
- Almanaque da Comunidade Académica de Avintes- 100 anos de construtores de futuros (Coordenação) – Edições Abientes, Avintes, 2014;
- A “Guerra” do Alqueire: Caderno de História d’Abientes, n.º3, Avintes, 2016;
- A Escola de Cabanões – O templo da Instrução: Caderno de História d’Abientes n. º5, Avintes, 2015;
- Regedores de Avintes- Os magistrados da aldeia: Caderno de História d’Abientes, n.º8, Avintes, 2016;
- As Carrapatadas em Avintes: Caderno de História d’Abientes, n.º10, Avintes, 2017;
- Grupo Mérito Dramático Avintense 100 anos de Arte e Solidariedade (coautor), Avintes, 2016;
- Plebeus 100 anos ao serviço da arte e da cultura (coautor) Avintes, 2019;
- A História da Broa de Avintes: Caderno de História d’Abientes, n.º11, Avintes, 2022;
- A Confraria do Subsino: Caderno de História d’Abientes, n.º16, Avintes, 2022;
- António Joaquim de Mesquita e Mello – poeta cego e portuense ilustre, nascido em Avintes: Caderno de História d’Abientes, n. º17, Avintes, 2022;
- A breve história da pequena pátria de Avintes- datas, factos e imagens, Edição de autor, Avintes, 2023;
- As Alcunhas de Avintes: Caderno de História d’Abientes, n.º??, Avintes, 2025;

### Outras obras
- O Arroz Malandro: Crónicas - Editora Justiça e Paz, Gaia, 1989
- Salta pocinhas: boletim da Secção Portuguesa do IBBY (Coord.) - S.P.I.B.B.Y., Lisboa, 1995;
- Enquanto o sol não se põe – Memórias – Edições Afrontamento. Porto, 2023.